# 普爾特尼 (紐約州)
普爾特尼（英語：Pulteney）是一個位於美國紐約州斯托本縣的鎮。

## 人口
根據2020年美國人口普查的數據，普爾特尼的面積為94.42平方千米，當中陸地面積為85.83平方千米，而水域面積為8.59平方千米。當地共有人口1260人，而人口密度為每平方千米13人。